# Пітер Мюррей-Раст
Пітер Мюррей-Раст (англ. Peter Murray-Rust, нар. 1941) — британський хімік, прихильник методології відкритих стандартів.

## Біографія
Народився в Гілфорді в 1941 році, отримав освіту в школі Бутем і коледжі Бейлліол Оксфордського університету. Після здобуття ступеня доктора філософії працював викладачем хімії Стерлінгського університету. Від 1982 працював у GlaxoSmithKline, де очолював відділи молекулярної графіки, обчислювальної хімії, а потім визначення структури білків. У 1996–2000 роках працював професором фармації в Ноттінгемському університеті, де створив Віртуальну школу з молекулярних наук. Нині викладає молекулярну інформатику в Кембриджському університеті і є старшим науковим співробітником Коледжу Черчілля цього університету.
Наукові інтереси Мюррей-Раста пов'язані з автоматизованим аналізом даних наукових публікацій, створенням віртуальних спільнот (наприклад, Віртуальної школи природничих наук у Globewide Network Academy) і семантичної павутини. Спільно з Генрі Рзепою займався впровадженням в хімію мов розмітки даних, зокрема, розробкою Chemical Markup Language. Прихильник відкритих даних, зокрема, у наукових дослідженнях, входить до складу консультативної ради організації Open Knowledge, співавтор принципів Пентон для відкритих наукових даних. У 2005 разом з кількома однодумцями-хіміками організував неформальний рух «Синій обеліск».
2002 року Мюррей-Раст і його колеги запропонували електронний репозиторій для неопублікованих даних хімічних наук World Wide Molecular Matrix.
У січні 2011 організував симпозіум «Бачення семантичного молекулярного майбутнього».
2011 року Мюррей-Раст і Генрі Рзепа отримали престижну нагороду Германа Школьніка Американського хімічного товариства.